# Brustiarius solidus
Brustiarius solidus es una especie de pez de la familia Ariidae en el orden de los Siluriformes.

## Morfología
• Los machos pueden llegar alcanzar los 60 cm de longitud total.

## Alimentación
Come crustáceos grandes (por ejemplo,Macrobrachium ), grandes insectos, peces  (normalmente, Ophieleotris aporos ),  sanguijuelas,  lombrices, plantas y detritus.

## Hábitat
Es un pez de agua dulce y de clima tropical.

## Distribución geográfica
Se encuentra en los ríos Mamberamo (Irian Jaya, Indonesia),  Ramu (Papúa Nueva Guinea) y  Sepik (Papúa Nueva Guinea).

## Costumbres
Es principalmente diurno.